# فراری از چوسان
فراری از قصر با نام اصلی فراری از چوسان (کره‌ای: 천명 : 조선판 도망자 이야기; هانجا: 天命 : 朝鮮版 逃亡者 이야기)
یک مجموعه تلویزیونی تاریخی کره‌ای با بازی سونگ جی-هیو و لی دونگ ووک است. این سریال در ۲۰ قسمت تولید شده که چهارشنبه‌ها و پنجشنبه‌ها ساعت ۲۱:۵۵ از شبکه کی‌بی‌اس کره جنوبی پخش شده‌است. این سریال از تلویزیون ایران دوبله و پخش شده‌.

## خلاصهٔ داستان
در زمان سلطنت شاه این جونگ در دوران چوسان، یک پزشک سلطنتی قصد مداوای دختر بیمار خود را دارد. او درگیر توطئهٔ ترور ولیعهد با سم شده و به یک فراری تبدیل می‌شود و مجبور می‌شود برای نجات زندگی خود و دخترش مبارزه کند.

## بازیگران
بازیگران اصلی
- لی دونگ ووک در نقش چویی وون
- سونگ جی-هیو در نقش هونگ دا این
- کیم یو بین در نقش چویی رانگ (دختر چویی وون)
- ایم سئول آونگ در نقش ولیعهد ولیعهد لی هو
- پارک جی یونگ در نقش ملکه مون جونگ
- سونگ جونگ هو در نقش لی جونگ هوان
- کانگ بیول در نقش چویی وو یونگ
- یون جی یی در نقش سو بک
- کئون هیون سانگ در نقش ایم کوک جونگ

سایر بازیگران
- جئون کوک هوان در نقش نخست وزیر کیم چی یونگ
- لی هی دو در نقش تاجر جانگ هونگ دال
- سونگ وونگ در نقش دو مون
- سئو دونگ هیون در نقش شاهزاده گئونگ وون
- چویی ایل هوا در نقش شاه چونگ جونگ
- کیم جونگ کیون در نقش یون وو هیونگ
- کیم یون سانگ در نقش گون او

## صداپیشگان
فراری از چوسان به سرپرستی زهره شکوفنده دوبلهٔ پارسی شد و با عنوان فراری از قصر به نمایش درآمد. دوبلُرهای این سریال:
| دوبلر         | نقش                 |
| سعید مظفری    | چویی وون            |
| پانته‌آ رهنمون | چویی رانگ           |
| زهره شکوفنده  | ملکه مون جونگ       |
| محمدعلی دیباج | شاه چونگ جونگ       |
| افشین ذی‌نوری  | ولیعهد ولیعهد لی هو |
| شایسته تاج‌بخش | هونگ دا این         |
| ظفر گرایی     | کوک جونگ            |

## درصد بیننده‌ها
| قسمت | تاریخ پخش  | در TNmS   | در TNmS | در AGB    | در AGB |
| قسمت | تاریخ پخش  | تمام کشور | سئول    | تمام کشور | سئول   |
| ---- | ---------- | --------- | ------- | --------- | ------ |
| ۱    | ۲۰۱۳/۰۴/۲۴ | ۹٫۸٪      | ۱۰٫۱٪   | ۹٫۳٪      | ۹٫۸٪   |
| ۲    | ۲۰۱۳/۰۴/۲۵ | ۹٫۹٪      | 10.7%   | ۸٫۹٪      | ۹٫۲٪   |
| ۳    | ۲۰۱۳/۰۵/۰۱ | ۹٫۲٪      | ۹٫۸٪    | ۹٫۵٪      | ۱۰٫۱٪  |
| ۴    | ۲۰۱۳/۰۵/۰۲ | ۹٫۹٪      | ۱۰٫۶٪   | 9.9%      | ۱۰٫۰٪  |
| ۵    | ۲۰۱۳/۰۵/۰۸ | ۹٫۸٪      | ۹٫۶٪    | ۹٫۶٪      | 10.2%  |
| ۶    | ۲۰۱۳/۰۵/۰۹ | ۹٫۳٪      | ۹٫۶٪    | ۹٫۴٪      | ۹٫۵٪   |
| ۷    | ۲۰۱۳/۰۵/۱۵ | ۹٫۳٪      | ۹٫۹٪    | 9.9%      | 10.2%  |
| ۸    | ۲۰۱۳/۰۵/۱۶ | ۹٫۵٪      | ۹٫۲٪    | ۸٫۷٪      | ۸٫۷٪   |
| ۹    | ۲۰۱۳/۰۵/۲۲ | ۹٫۴٪      | ۱۰٫۰٪   | ۹٫۳٪      | ۹٫۸٪   |
| ۱۰   | ۲۰۱۳/۰۵/۲۳ | ۹٫۸٪      | ۱۰٫۱٪   | ۹٫۰٪      | ۹٫۶٪   |
| ۱۱   | ۲۰۱۳/۰۵/۲۹ | 10.1%     | ۱۰٫۵٪   | ۹٫۸٪      | ۱۰٫۱٪  |
| ۱۲   | ۲۰۱۳/۰۵/۳۰ | ۹٫۳٪      | ۹٫۲٪    | ۸٫۷٪      | ۸٫۵٪   |
| ۱۳   | ۲۰۱۳/۰۶/۰۵ | ۹٫۵٪      | ۹٫۶٪    | ۸٫۵٪      | ۸٫۳٪   |
| ۱۴   | ۲۰۱۳/۰۶/۰۶ | ۷٫۹٪      | ۸٫۷٪    | ۹٫۳٪      | ۹٫۶٪   |
| ۱۵   | ۲۰۱۳/۰۶/۱۲ | ۷٫۷٪      | 7.4%    | 8.0%      | 8.0%   |
| ۱۶   | ۲۰۱۳/۰۶/۱۳ | ۷٫۹٪      | ۸٫۵٪    | ۸٫۵٪      | ۸٫۱٪   |
| ۱۷   | ۲۰۱۳/۰۶/۱۹ | 6.6%      | 7.4%    | ۸٫۸٪      | ۹٫۰٪   |
| ۱۸   | ۲۰۱۳/۰۶/۲۰ | ۷٫۴٪      | ۷٫۸٪    | ۸٫۹٪      | ۹٫۲٪   |
| ۱۹   | ۲۰۱۳/۰۶/۲۶ | ۷٫۰٪      | 7.4%    | ۸٫۸٪      | ۹٫۱٪   |
| ۲۰   | ۲۰۱۳/۰۶/۲۷ | ۸٫۵٪      | ۹٫۱٪    | ۹٫۶٪      | ۹٫۹٪   |